# سياحة جبلية

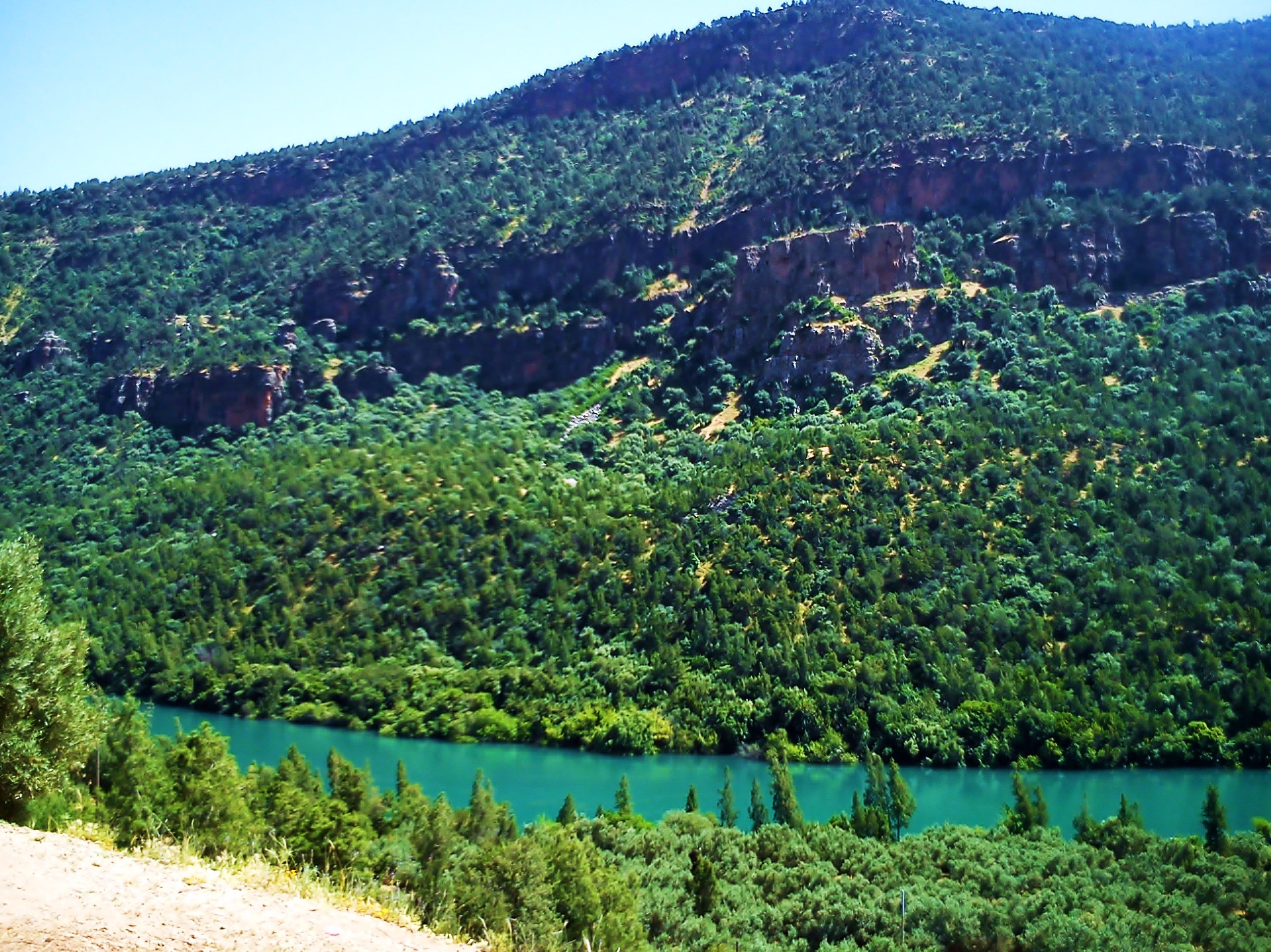
صورة لجبال الأطلس التي تعتبر قممها خزانا استراتيجيا للأنهار والسدود في المغرب

السياحة الجبلية، وهو نشاط سياحي يرتبط بالجبل والرياضات الجبلية من مغامرات الاكتشاف وركوب الجبال والتزحلق واكتشاف المناظر الطبيعية والكهوف والمغارات والبحيرات وكذلك يلجأ إليها السياح طلبا للاسترخاء والتأمل والتواصل مع الطبيعة واستفراغ ضغوط حياة المدينة الحديثة.
بالنسبة لأوروبا فقد ظهرت على شكل إتيكيت بالنسبة منذ القرن التاسع عشر مع أكتشاف خاصية الجبل كمكان للاسترخاء النفسي وممارسة مختلف الرياضات الجبلية، وقد انتشر هذا النوع السياحي في العالم كثقافة السياحة الجبلية المرتبطة بالبيئة والطبيعة، منذ القرن التاسع عشر، مع الثورة الصناعية وظهور ملامح المدينة الحديثة وظغوطها، بالموازاة مع بداية إنشاء المنتجعات السياحية الجماعية مع تزايد الطلب على الاصطياف الجبلي، مثل منتجعات «ساوثند» و«مارجيت» و«بلاكبول» ومنتجعات جبال الأطلس في المغرب والجزائر ولبنان وسوريا.
وقد كان للحركة الرومانسية الأوروبية تأثير واضح على تطور وجهة السياح وميولاتهم السياحية، حيث برز الاهتمام بالمناظر الطبيعية، فأصبحت مناطق مثل جبال اسكتلندا وجبال الألب السويسرية أماكن سياحية مهمة في أوروبا ومناطق جبال الأطلس وجبال الأوراس وجبل لبنان وسوريا كمناطق سياحية دافئة في جنوب المتوسطي تعد مقصدا للعديد من هواة السياحة الجبلية في العالم المعاصر.

## السياحة المستدامة ضرورة بيئية حمائية في نوع السياحة الجبلية

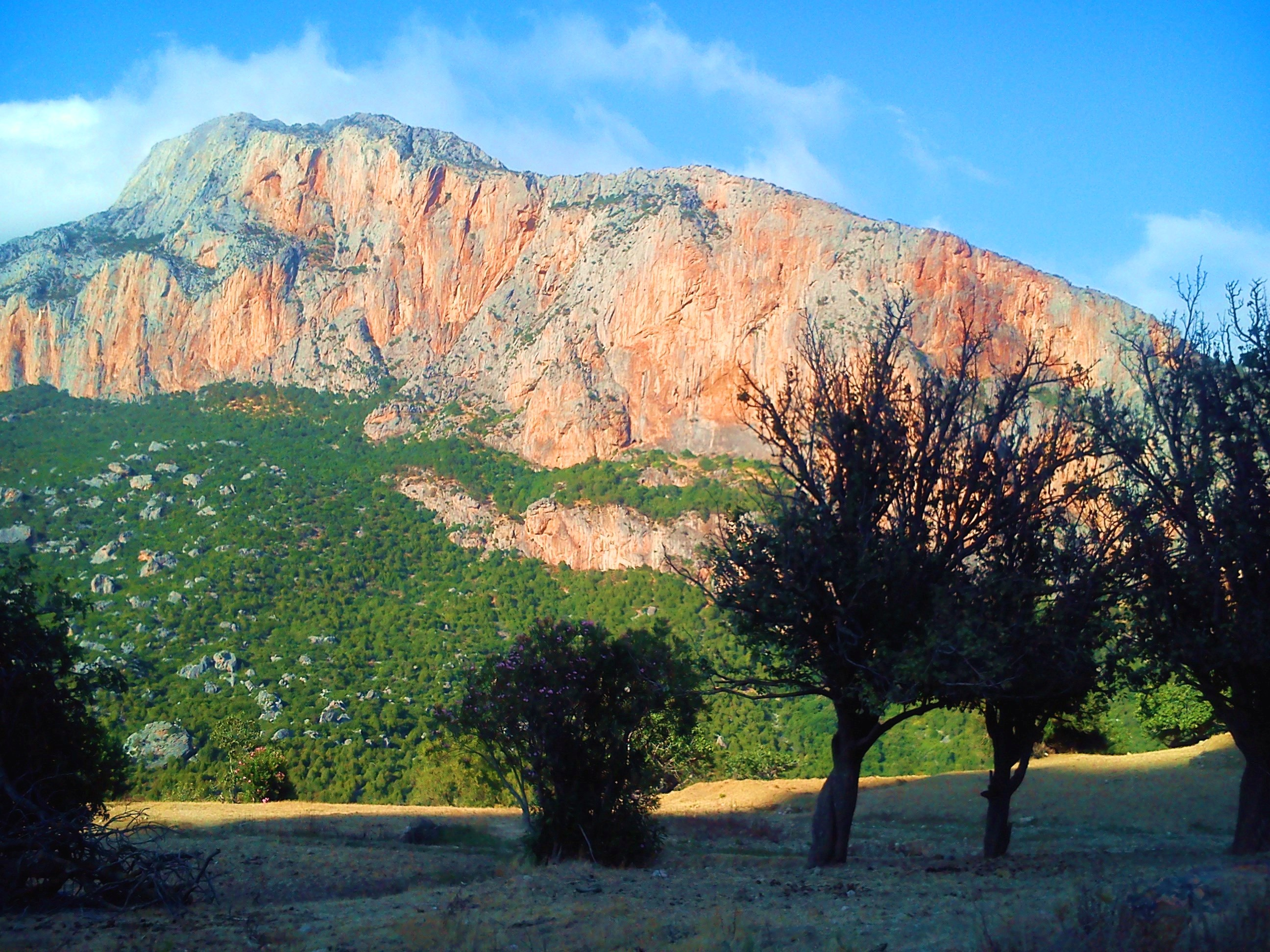
صورة من جبال الريف الشهيرة

تعتبر السياحة الجبلية سلاحا ذو حدين سلبيا وإيجابيا، فمن ناحية تساهم في توفير فرص الشغل لساكنة الجبل وما تساهم به من عائدات لهذه المناطق والساكنة القروية المحلية وفك العزلة عن المناطق الجبلية النائية بتكوير الطرق والمواصلات، وبذلك تساهم كذلك في وقف نزيف الهجرة القروية. ومن ناحية أخرى، فإن هذا النوع من السياحة يتطلب السيطرة على التدفقات السياحية البشرية والإدارة الجيدة لها، من مخلفات ونفايات والحد من التأثير على البيئة الإيكولوجية المحلية، من أجل الحفاظ عليها. ويجب على المخططات السياحية في هذا المجال السياحي/البيئي أن تنظر أيضا في التأثير على السكان المحليين وثقافاتهم المحلية وصناعاتهم التقليدية وطرق استفادتهم المثلى من تسويق المنتوجات المحلية.

## المميزات
الجبال على هذه المستديرة تعتبر مجالا للرحلات وقضاء الاجازات ومواطن جذب للسياح ليس فقط من داخل الدولة الواحدة بل من خارجها أيضا. ورغم وجود هذه الميزات المشتركة التي تتشابه فيها الجبال في مناطق توزيعها عبر العالم، فإن كل سلسلة جبلية في العالم لها مميزاتها الجغرافية والطبيعية والنباتية والجيولوجية والتكتونية تميزها عن الأخرى. فان جبال الالب في أوروبا والروكي في أمريكا الشمالية وان تميزت بقيامها بالوظيفة السياحية الا أنها تختلف عن جبال الهيمالايا أو الانديز في هذا الجانب، حيث لا نجدها تضم نفس هذا النشاط السياحي بنفس الملامح، وبنفس الطريقة. ان جبال الهيمالايا اتخذتها إدارة لاستعمار البريطاني منتجعا صيفيا لها انشات فيه مدنية (سملا) التي كانت تنتقل اليها في فصل الحرارة. ولكن هذه الجبال وهضبة التبت المجاورة نجد ان ارتباطها برجال الدين من البوذيين وغيرهم جعل لها أهمية من هذا الجانب التأملي وممارسة سياحة التأمل ورياضة اليوغا، وقد تكون جبال سويسرا وقراها الهادئة مكانا رومانسيا بامتياز للخطاب والأزواج والعشاق وقد تكون جبال الأطلس وجبال الأورواس في شمال إفريقيا مكانا خصبا للباحثين عن الدفء والمناخ الصحي وممارسة رياضات العدو والركض أو حتى لسياحة الجبلية المرتبطة بالتأمل والهدوء، وقد ترتبط جبال الأطلس والريف عند الكثيرين من حركة الهيبي والبوهيميين بعشبة الكنابيس (تدخين الحشيش بالنسبة للمغرب).

## القطار المعلق (التلفريك) والسياحة الجبلية

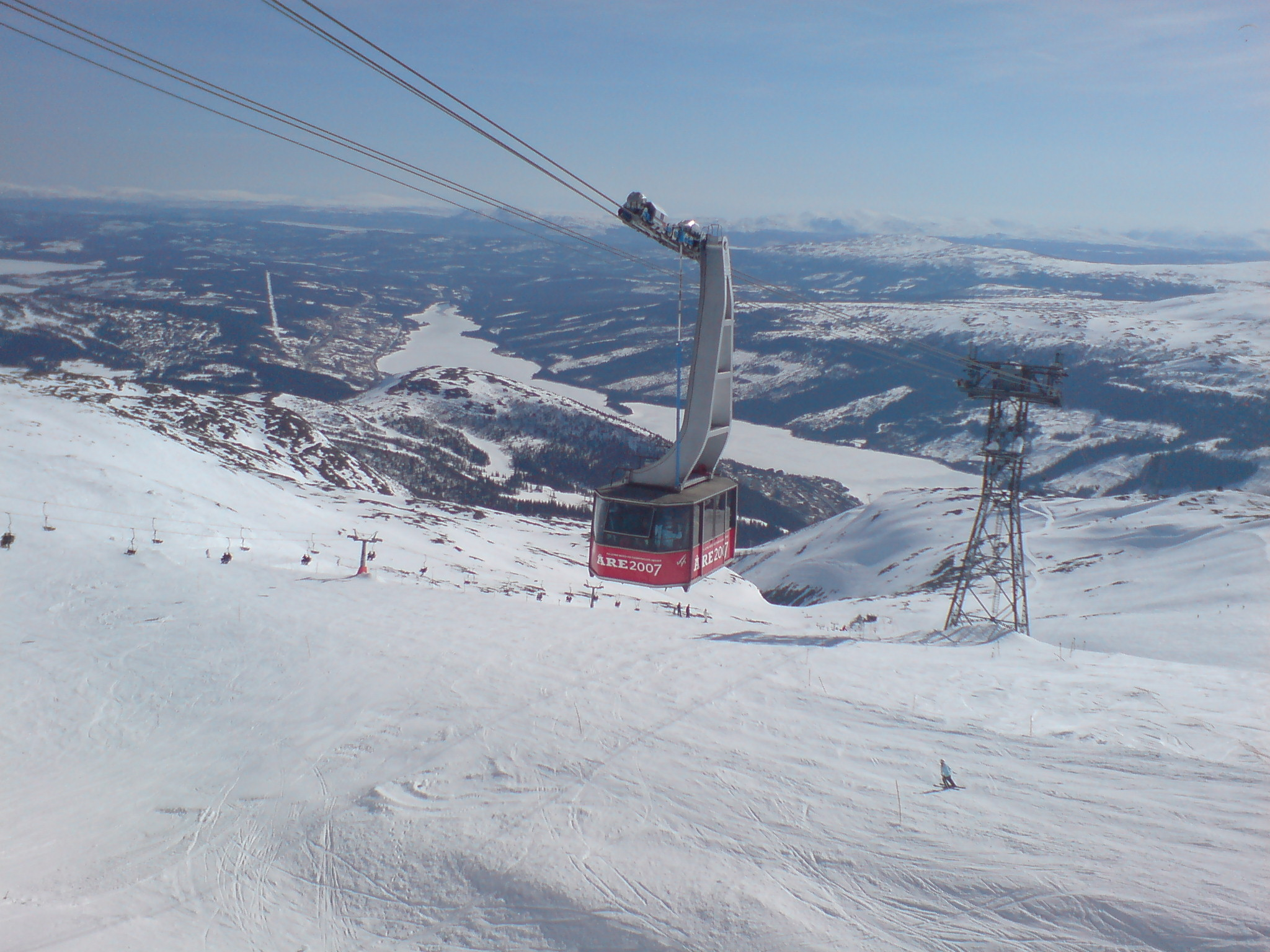
تلفريك في السويد.

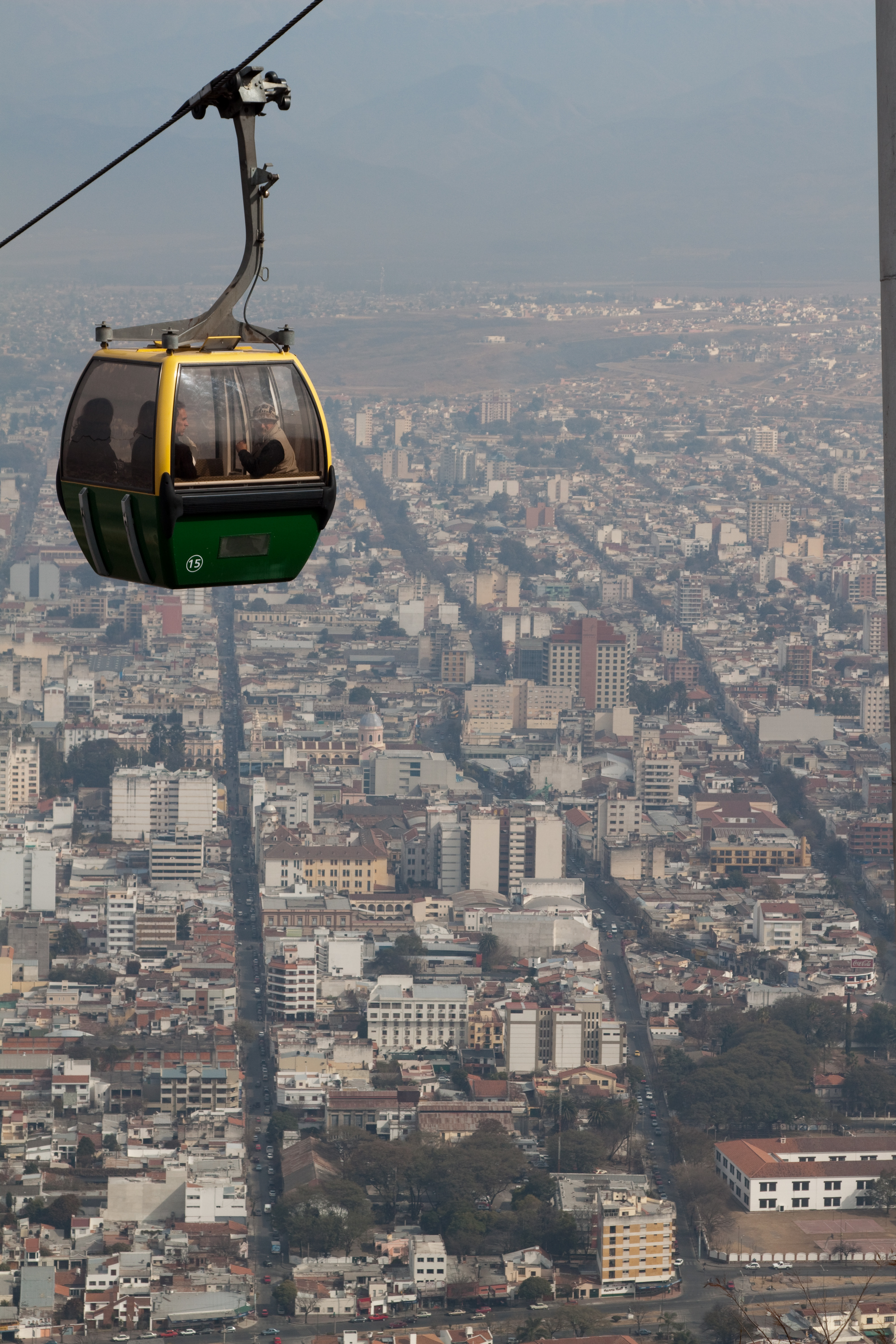
قاطرة معلقة.

ارتبطت سياحة الجبال بالطبيعة الخلابة والاسترخاء ولقاء الطبيعة وهدوءها الساحر في صورتها الجبلية بإنشاء (التلفريك)، وهو وسيلة نقل مواصلات جبلية بامتياز، الذي يساعد على المشاهدة المناظر من العالية بين الفجاج والشعاب والقم، يكون فهيا الإنسان السائح معلقا بين السماء والأرض، وقد مدت خطوطه إلى العديد من السلاسل والكتل الجبلية في مختلف مناطق العالم.
وهو بنية تحتية مهمة وفعالة جدا في تيسير المواصلات في المناطق الجبلية، يوفر استخدامها مجهود تسلق السفوح الجبلية ومخاطرها، ويسمح بالتمتع با المناظر الطبيعية من عالية الجبال وبين قممها وسفوحها، علاوة على ذلك فقد مدت الطرق الجبلية وكذلك السكك الحديدية في العديد من مناطق العالم، مما أسهم في فك العزلة عن المناطق الجبلية النائية وفتحها للسياحة الجبلية، كما أضيفت اليها تسهيلات الإقامة ببناء فنادق بعضها حديث متطور وبعضها الآخر يتلاءم مع نفس أسلوب المعيشة والسكن في مناطقها. وكمثال على مدى أهميته وتطور خطوطه والمسافة التي يقطعها، نجد «تلفريك توجال»: وهو أطول تلفريك في العالم والبالغ طوله نحو ثماني كيلومترات والذي يقع شمال العاصمة الإيرانية طهران. وقد تم بناء هذا التلفريك في سفوح ومرتفعات جبال البرز وتحديداً في منطقة شميرانات شمال مدينة طهران وساهم في فك العزلة والرفع من جودة البنية التحتية قي تلك المنطقة الجبلية.
التلفريك أو القاطرة المعلقة  نسخة محفوظة 4 يناير 2019 على موقع واي باك مشين. هي وسيلة النقل ناجعة في المناطق الجبلية تعمل بالكهرباء، وتظهر أهميتها في المناطق الوعرة التي تكثر فيها الجبال والمرتفعات، وذلك لأنه يسهل ربط المدن ببعضها والمناطق التي تفصلها الجبال ويتعذر على أي وسيلة مواصلات أخرى ولوج شعابها الملتوية والوعرة. وتسخدم أيضا كوسيلة للترفيه، ومشاهدة المناظر الطبيعية وخصوصًا في فترة الثلج، كما تكمن أهميته في سهولة النقل الالبريدي والأدوات البسيطة من مكان إلى آخر.
- وقد توفرت مختلف الإمكانات في العصر الحديث والمعاصر في بناء البنية التحتية الطرقية والمواصلاتية التي تعتبر أساسا مهما في فتح المناطق الجبلية الوعرة لعشاق السياحة الجبلية، وهذا ساهم في العصر الحديث في تغيير وظيفة بعض المناطق الجبلية من قمم ثلجية وخزانات طبيعية للمياه التي تمد الأنهار والسدود، إلى مناطق سياحية مأهولة ويسيرة الولوج، ومن أشهر المناطق الجبلية التي أصبحت تمارس هذه الوظيفة وتوفرت لها إمكانات ممارستها جبال الألب خاصة في سويسرا والنمسا، وكذلك جبال لبنان وجبال الأطلس في المغرب وجبال الريف وجبال الأوراس وبعض النقاط في جبال الهما الايا الشاهقة وجبال البلقان في مونتينغرو وصربيا والبوسنة وكرواتيا وجبال الأناضول في تركيا والسلاسل الجبلية الكندية في الصيف وفي الشتاء للمارسة الرياضات الشتوية وسلاسل الجبلية في الولايات المتحدة الأمريكية.